# Бойченко, Валерий Викторович
Вале́рий Ви́кторович Бо́йченко (укр. Валерій Вікторович Бойченко; 26 февраля 1989, Николаев, СССР) — украинский футболист, полузащитник. Выступал за клубы «Николаев» и «Харьков».

## Биография
Родился в Николаеве, там же начал заниматься футболом. В возрасте 16-ти лет подписал первый профессиональный договор с клубом «Николаев», выступавшем в Первой лиге. Сначала выходил преимущественно на замену, а последний год в команде был уже основным игроком.
Летом 2008 года стал футболистом «Харькова», «Николаев» из-за финансовых проблем распался. Всем игрокам дали статус свободных агентов. Агент сказал, что Валерий поедет в «Харьков». На просмотр должен был ехать с командой ещё зимой, но тогда этому помешали проблемы с загранпаспортом. А уже летом прошёл сборы с командой и подписал контракт.
В Премьер-лиге дебютировал 1 ноября 2008 года в матче «Мариуполь» — «Харьков» (1:1), в том матче его выпустили на замену на 90 минуте, он заменил Руслана Платона.